# Josh Abraham
Josh Abraham es un productor, compositor y ejecutivo de música estadounidense. Después de haber trabajado con algunos de los artistas de mayor éxito en los últimos 15 años, incluyendo a P!nk, Thirty Seconds to Mars, Kelly Clarkson, Shakira, Weezer, Linkin Park, Velvet Revolver, Carly Rae Jepsen, Adam Lambert y Slayer, ha producido y coescrito canciones con unas ventas de más de 40 millones de álbumes en todo el mundo.
Inició su carrera en el estudio de grabación a mediados de la década de 1990 como músico autodidacta, productor e ingeniero. Se unió al vocalista Jay Gordon, lo que le llevó a trabajar en la producción de algunos de los álbumes más vendidos de la década. Como cliente de The Firm, Inc. se convirtió en A&R y productor de personal, y posteriormente realizó labores similares para Virgin Records, donde trabajó con artistas como Thirty Seconds to Mars y Courtney Love.

## Pulse Recording
En 2004, Abraham formó Pulse Recording, tras la compra de una firma que llevaba operando como Soundcastle Recording Studios durante más de 25 años. La sede de Pulse Recording, diseñada en 1967 por el influyente arquitecto moderno de mediados de siglo Carl Maston, consta de dos edificios de bloques de madera roja y vidrio en un terreno de un acre, que alberga dos estudios de grabación y un espacio de oficinas. El edificio ha recibido el prestigioso galardón del Instituto Americano de Arquitectos a la calidad de la construcción y el diseño. Destacados artistas que han grabado en dicha sede desde su creación son: U2, Madonna, Paul McCartney, Beach Boys, Bruce Springsteen , Tupac Shakur, Billy Joel, Beastie Boys, Red Hot Chili Peppers, Dr. Dre, Herbie Hancock y Mary J. Blige.
Posteriormente fundó Pulse Management y Songs of Pulse, ambas sociedades bajo la estructura de Pulse Recording. Desde 2010, entre los encargos de la compañía figuran la composición de canciones como "Teenage Dream", "California Gurls", "Last Friday Night (T.G.I.F.)" y "Part of Me" de Katy Perry, "Dynamite" de Taio Cruz, "Home de Phillip Phillips, y "Animal" y "Everybody Talks" de Neon Trees. Pulse Recording gestiona dos estudios de grabación, uno situado en su sede de Los Ángeles, y otro en Burbank, California. En 2012, la compañía estableció una alianza con Creative Nation, la sociedad de gestión y edición musical con sede en Nashville propiedad del compositor Lucas Laird y su esposa Beth Laird.

## Canciones como compositor (selección)
| Año  | Artista           | Álbum                 | Canción                         | Coescrita con                                                                    |
| ---- | ----------------- | --------------------- | ------------------------------- | -------------------------------------------------------------------------------- |
| 2013 | Ciara             | Ciara                 | "Overdose"                      | Ciara, Oliver Goldstein, Ali Tamposi, Olivia Waithe                              |
| 2012 | Carly Rae Jepsen  | Kiss                  | "Turn Me Up"                    | Carly Rae Jepsen, Oliver Goldstein, Bonnie McKee, Kevin Maher                    |
| 2012 | Kelly Clarkson    | Non-album single      | "Get Up (A Cowboys Anthem)"     | Kelly Clarkson, Oliver Goldstein, Ryan Williams                                  |
| 2012 | Adam Lambert      | Trespassing           | "Cuckoo"                        | Adam Lambert, Oliver Goldstein, Bonnie McKee, Anne Preven                        |
| 2012 | Adam Lambert      | Trespassing           | "Naked Love"                    | Benjamin Levin, Ammar Malik, Oliver Goldstein, Dan Omelio                        |
| 2012 | Adam Lambert      | Trespassing           | "Chokehold"                     | Adam Lambert, Oliver Goldstein, Bonnie McKee                                     |
| 2012 | Adam Lambert      | Trespassing           | "Nirvana"                       | Adam Lambert, Oliver Goldstein, Stephen Wrabel                                   |
| 2011 | Kelly Clarkson    | Stronger              | "You Love Me"                   | Kelly Clarkson, Oliver Goldstein                                                 |
| 2011 | Kelly Clarkson    | Stronger              | ""Hello" (Kelly Clarkson song)" | Kelly Clarkson, Bonnie McKee, Oliver Goldstein                                   |
| 2011 | Kelly Clarkson    | Stronger              | "Alone"                         | Oliver Goldstein, Bonnie McKee, Ryan Williams                                    |
| 2011 | Kelly Clarkson    | Stronger              | "You Can't Win"                 | Kelly Clarkson, Oliver Goldstein, Felix Bloxsom                                  |
| 2011 | Black Veil Brides | Set The World on Fire | "New Religion"                  | Lucien Walker, Andy Biersack, Jacob Pitts, Ashley Purdy                          |
| 2011 | Black Veil Brides | Set The World on Fire | "Set The World on Fire"         | Lucien Walker, Andy Biersack, Jacob Pitts, Ashley Purdy                          |
| 2011 | Black Veil Brides | Set The World on Fire | "Fallen Angels"                 | Lucien Walker, Andy Biersack, Jeremy Furguson, Ashley Purdy                      |
| 2011 | Black Veil Brides | Set The World on Fire | "Ritual"                        | Anne Preven, Andy Biersack, Jacob Pitts, Ashley Purdy                            |
| 2010 | Fefe Dobson       | Joy                   | "Thanks For Nothing"            | Fefe Dobson, Bonnie McKee, Lucien Walker                                         |
| 2010 | Fefe Dobson       | Joy                   | "Let's Go (Turn It Up)"         | Fefe Dobson, Bonnie McKee, Oliver Goldstein, Lucien Walker                       |
| 2010 | Travie McCoy      | Lazarus               | "After Midnight"                | Travie McCoy, Evan Bogart, Oliver Goldstein                                      |
| 2009 | Uncle Kracker     | Happy Hour            | "Livin' The Dream"              | Matthew Shafer, Lucien Walker, Oliver Goldstein, David Coverdale, Bernie Marsden |
| 2009 | Sugar Ray         | Music for Cougars     | "Closer"                        | Mark McGrath, Oliver Goldstein, Lucien Walker                                    |

## Discografía como productor
| Año             | Artista                | Álbum                                                          | Detalles                                    |
| --------------- | ---------------------- | -------------------------------------------------------------- | ------------------------------------------- |
| 2014            | Lea Michele            | Louder                                                         | Productor                                   |
| 2013            | Ciara                  | Ciara                                                          | Productor                                   |
| 2013            | Bonnie McKee           | American Girl                                                  | Productor                                   |
| 2012            | Adam Lambert           | Trespassing                                                    | Productor                                   |
| 2012            | Carly Rae Jepsen       | Kiss                                                           | Productor                                   |
| 2011            | Kelly Clarkson         | Stronger                                                       | Productor                                   |
| 2011            | Black Veil Brides      | Set The World on Fire                                          | Productor                                   |
| 2010            | Shakira                | Sale el sol                                                    | Productor                                   |
| 2010            | Fefe Dobson            | Joy                                                            | Productor                                   |
| 2010            | Travie McCoy           | Lazarus                                                        | Productor, músico                           |
| 2010            | Automatic Loveletter   | Truth Or Dare                                                  | Productor                                   |
| 2009            | Sugar Ray              | Music for Cougars                                              | Productor                                   |
| 2009            | Elliott Yamin          | Fight For Love                                                 | Productor                                   |
| 2008            | From First To Last     | From First To Last                                             | Productor                                   |
| 2008            | Filter                 | Anthems for the Damned                                         | Productor, músico                           |
| 2008            | Rev Theory             | Light It Up                                                    | Productor                                   |
| 2006            | P!nk                   | I'm Not Dead                                                   | Productor, ingeniero                        |
| 2006            | Slayer                 | Christ Illusion                                                | Productor, mezclas                          |
| 2006            | The Panic Channel      | (ONe)                                                          | Productor                                   |
| 2006            | Atreyu                 | A Death-Grip on Yesterday                                      | Productor                                   |
| 2006            | The Summer Obsession   | This Is Where You Belong                                       | Productor                                   |
| 2006            | Men, Women & Children  | Men, Women & Children                                          | Productor                                   |
| 2005            | Weezer                 | Make Believe                                                   | Mezclas                                     |
| 2005            | Thirty Seconds to Mars | A Beautiful Lie                                                | Productor                                   |
| 2005            | Egypt Central          | Egypt Central                                                  | Productor                                   |
| 2005            | Staind                 | Chapter V                                                      | Productor                                   |
| 2005            | Unwritten Law          | Here's to the Mourning                                         | Productor                                   |
| 2005            | 10 Years               | The Autumn Effect                                              | Productor                                   |
| 2004            | Velvet Revolver        | Contraband                                                     | Productor                                   |
| 2004            | Courtney Love          | America's Sweetheart                                           | Productor                                   |
| 2003            |                        |                                                                |                                             |
| InMe            | White Butterfly        | Productor, mezclas                                             |                                             |
| Staind          | 14 Shades of Grey      | Productor, mezclas, programación, teclsdos, arreglos de cuerda |                                             |
| Michelle Branch | Hotel Paper            | Productor, mezclas, programación, teclados                     |                                             |
| Static-X        | Shadow Zone            | Productor                                                      |                                             |
| Ima Robot       | Ima Robot              | Productor, mezclas                                             |                                             |
| Campfire Girls  | Tell Them Hi           | Productor, mezclas                                             |                                             |
| 2002            | Linkin Park            | Reanimation                                                    | Productor                                   |
| 2002            | Unwritten Law          | Elva                                                           | Productor, mezclas                          |
| 2002            | Shihad                 | Pacifier                                                       | Productor, A&R                              |
| 2001            | Staind                 | Break the Cycle                                                | Productor, ingeniero, programación          |
| 2001            | Dope                   | Life                                                           | Productor, ingeniero                        |
| 2001            | TheStart               | Shakedown!                                                     | Productor                                   |
| 2000            | Limp Bizkit            | Chocolate Starfish and the Hot Dog Flavored Water              | Productor                                   |
| 2000            | Orgy                   | Vapor Transmission                                             | Productor, ingeniero, programación, músico  |
| 1999            | Crazy Town             | The Gift of Game                                               | Productor, mezclas, ingeniero, programación |
| 1999            | Coal Chamber           | Chamber Music                                                  | Productor, programación, músico             |
| 1999            | Danzig                 | 6:66 Satan's Child                                             | Ingeniero                                   |
| 1999            | Deadsy                 | Commencement                                                   | Productor, mezclas, ingeniero, programación |

## Premios y nominaciones
Premio Grammy Latino
- 2011 - Álbum del año ("Sale el Sol") (Nominado)